# 小颖沟稃草
小颖沟稃草（学名：Aniselytron agrostoides）为禾本科沟稃草属下的一个种。